# 太平镇 (兴文县)
太平镇，是中华人民共和国四川省宜宾市兴文县曾经下辖的一个镇。2019年8月，撤销太平镇，将其所属行政区域划归古宋镇管辖。

## 行政区划
太平镇撤销前下辖以下地区：
太平桥社区、三星村、安源村、万民村、文龙村、川农村、火箭村、上坝村、马石沟村、凉草坝村、栖凤村、双泉村、松林坡村、太安村、顺龙村和青山岩村。